# Callum Beattie
Callum Beattie (Edimburgo, 17 ottobre 1991) è un cantautore scozzese.
Dopo aver ottenuto un ampio successo con il brano Salamander Street, Beattie ha pubblicato il suo album di debutto People Like Us nel maggio 2020.

## Carriera
Beattie ha pubblicato il suo singolo di debutto We Are Stars nel 2017, per poi continuare a pubblicare altri singoli negli anni successivi. Nel 2019 ha acquisito un'improvvisa popolarità grazie alla canzone Boris Song, brano contro la brexit e il partito conservatore britannico: il titolo fa infatti riferimento al politico britannico Boris Johnson. Tale brano è diventato virale sulla piattaforma YouTube.  Nel 2020 è riuscito ad entrare per la prima volta nella classifica singoli scozzese con il brano Salamander Street, che riesce a raggiungere la sesta posizione nella suddetta classifica.
In seguito a questo successo, Callum pubblica il suo album di debutto People Like Us, che raggiunge la vetta della classifica scozzese. Nei mesi successivi pubblica i singoli Fuckers e Don't Walk Alone, che riescono ad entrare nella top 20 della classifica singoli scozzese. Entrambi i brani vengono inseriti nella versione deluxe di People Like Us, pubblicata il 4 dicembre 2020. Nel 2021 l'artista pubblica il singolo natalizio It's Christmas. Nell'ottobre 2022 è prevista la pubblicazione del suo secondo album in studio Vandals, preceduto dai singoli Heart Stops Beating e Can't Kill the Summer.

## Discografia

### Album
- 2020 – People Like Us

### Singoli
- 2017 –  We Are Stars
- 2017 – Man Behind The Sun
- 2019 – Connection
- 2019 – Easter Road
- 2020 – Talk About Love
- 2020 – Some Heroes Don't Wear Capes
- 2020 – Salaander Street
- 2020 – Fuckers
- 2020 – Don't Walk Alone
- 2021 – It's Christmas
- 2022 – Heart Stops Beating
- 2022 – Can't Kill the Summer
- 2023 – Dancing with Wolves